# Nanda Vigo
Nanda Vigo (* 14. November 1936 in Mailand; † 16. Mai 2020 ebenda) war eine italienische Architektin und Designerin.

## Leben und Werk
Nanda Vigo studierte an der École polytechnique fédérale de Lausanne. Fasziniert von Frank Lloyd Wright zog es sie in die USA und schließlich nach San Francisco, wo sie weiter studierte.
1959 kehrte Vigo nach Mailand zurück, gründete ihr eigenes Büro und freundete sich mit einer älteren Generation von Architekten an, darunter Gio Ponti. Von ihm erhielt sie 1964 den Auftrag, die Innenausstattung für das Haus des Kunstmäzen und Sammlers Giobatta Meneguzzo in Malo zu entwerfen. Vigo gestaltete die Innenräume mit Keramikfliesen und grauem Kunstfell. Das Haus wurde als Lo Scarabeo Sotto La Foglia (dt. Der Käfer unter dem Blatt) bekannt.
Zu Vigos engem Freundeskreis zählten Lucio Fontana, Enrico Castellani und Piero Manzoni, mit dem sie bis zu seinem frühen Tod 1963 zusammenlebte.
Zusammen mit der Künstlergruppe Zero, die 1958 von Heinz Mack und Otto Piene in Düsseldorf gegründet wurde, stellte Vigo in Deutschland, den Niederlanden, Frankreich und Amerika aus.
Nanda Vigos Gestaltung spielte mit Licht und Reflexionen, Bewegung und der Transparenz von Materialien wie Glas und Edelstahl. 1969 schuf Vigo mit Linea eine puristische Stehleuchte aus poliertem Edelstahl, die an die Anfänge des Modernismus einer Eileen Gray erinnert. Ihre beiden Leuchten Golden Gate und Utopia von 1970 lassen mehr an architektonische Konzepte denken, als an Prinzipien des Funktionalismus. Vigos bekanntestes Möbelstück ist der Chair Due Più für Conconi von 1971. Das Stahlrohr zitiert die Funktionalität des Bauhauses während die Fellbezüge an Pop Art erinnern.
Seit den 1980er Jahren stellte Nanda Vigo weltweit aus und nahm an wichtigen Veranstaltungen wie der 40. Biennale in Venedig im Jahr 1982 teil. 1997 kuratierte sie die Ausstellung Piero Manzoni—Milano et Mitologia im Palazzo Reale, und seit 2006 befindet sich ein Teil ihrer Arbeiten in der Sammlung des Triennale Design Museums für italienisches Design. 2014/2015 wurden ihre Werke anlässlich der Veranstaltungen zu Ehren der Zero Bewegung im Guggenheim Museum, in New York und im Berliner Martin-Gropius-Bau ausgestellt.